# Estação High Park
High Park é uma estação do metrô de Toronto, localizada na linha Bloor-Danforth. Localiza-se no cruzamento da Bloor Street com a Quebec Avenue, e próxima à Quebec Street. High Park não possui um terminal de ônibus integrado, e passageiros da 30 Lambton, a única linha de ônibus do Toronto Transit Commission que conecta-se com a estação, precisam de um transfer para poderem transferirem-se da linha de superfície para o metrô e vice-versa. Um ponto de interesse próximo à estação é o High Park, um dos maiores e mais movimentados parques de Toronto. O nome da estação provém deste parque.